# Giuseppe Tognon
Giuseppe Tognon (Bergamo, 9 agosto 1956) è un pedagogista italiano.
Dal 1996 al 1998 è stato Sottosegretario di Stato per la Ricerca scientifica e tecnologica nel Governo Prodi I.

## Biografia
Si è laureato e perfezionato alla Scuola Normale Superiore di Pisa con Remo Bodei ed Eugenio Garin. Ha studiato in Francia e Germania. Ha insegnato in varie università ed è professore ordinario di pedagogia generale e storia dell'educazione alla LUMSA di Roma.
Dal 1996 al 1998 è stato Sottosegretario di Stato per la Ricerca scientifica e tecnologica nel Governo Prodi I.
Dal 2008 è presidente della Fondazione trentina Alcide De Gasperi e dal 2016 dell'Edizione nazionale dell'epistolario di De Gasperi.

## Opere
- Benedetto Croce alla Minerva. La politica scolastica italiana tra Caporetto e la marcia su Roma, Brescia, La Scuola, 1990.
- La tela di Prodi: una Costituzione per un'Europa più democratica, Milano, Baldini & Castoldi, 2003.
- Est-Etica. Filosofia dell’educare, Brescia, La Scuola, 2014.
- La democrazia del merito, Roma, Salerno Editrice, 2016.